# Une saison en enfer
Pour les articles homonymes, voir Une saison en enfer (film) et Une saison en enfer (album).
Une saison en enfer est un recueil de poèmes en prose d'Arthur Rimbaud, publié à compte d'auteur en octobre 1873 à l'Alliance typographique (M.-J. Poot et compagnie), imprimeur-éditeur, 37 rue aux Choux, à Bruxelles (Belgique).

## Rédaction
Si la section intitulée l'Alchimie du verbe est conçue dès novembre 1870, les autres poèmes ont probablement été rédigés d'avril à août 1873. L'auteur a daté l'ouvrage : « avril-août 1873 » . Les éléments manquent toutefois pour établir formellement la datation des plages d'écriture, et seuls quelques indices peuvent amener à penser que la première section Jadis, si je me souviens bien, a été réalisée à la hâte en dernier, après une période de crise dans la vie du poète — l'accident de Bruxelles avec Verlaine et le retour à Roche dans la ferme familiale — à partir d'une ébauche commencée quelques mois auparavant. Dans sa correspondance avec Ernest Delahaye, le poète qualifiait cet ouvrage de « Livre païen » ou « Livre nègre ».

## Analyse

### Plan du recueil
- « Jadis, si je me souviens bien... »
- Mauvais Sang
- Nuit de l'Enfer
- Délires I
  - Vierge folle. L'époux infernal
- Délires II
  - Alchimie du verbe
- L'Impossible
- L'Éclair
- Matin
- Adieu

### Analyse
Ce texte en prose est d'une certaine complexité d'interprétation : profession de foi marquée par la quête du salut (selon Paul Claudel), autobiographie poétique marquée par la rupture sentimentale avec Paul Verlaine, bilan critique littéraire (partie Délires II/Alchimie du verbe) ou critique de la civilisation occidentale (partie intitulée Mauvais sang) : ces interprétations contradictoires ou peut-être parallèles constituent la clé d'une des œuvres les plus complexes et les plus importantes de la littérature française. 
« Prodigieuse autobiographie psychologique, écrite dans cette prose de diamant qui est la propriété exclusive de son auteur », selon les termes de Paul Verlaine, qui reçut un exemplaire, probablement dédicacé (l'authenticité de cette dédicace continue à faire débat),. 

## Diffusion

### Édition originale (1873)
Une Saison en enfer est la seule œuvre dont Rimbaud ait entrepris la publication, certes à compte d'auteur, mais sous la forme d'un recueil tiré à 500 exemplaires, dont il a décidé l'ordre. Seuls sept exemplaires d'auteur sont distribués par Rimbaud à ses amis dont Verlaine. De ce fait, l'œuvre ne connaît aucune diffusion.
« Tout ce qui était à la maison fut détruit par lui-même […] au sujet de la Saison en Enfer : quelques jours après avoir reçu avis de l'éditeur, il se fit remettre ce qu'il croyait être la totalité des exemplaires et brûla le tout en ma présence », rapporte en 1892 sa sœur Isabelle. On sait aujourd'hui que cette information était (délibérément ?) erronée. Car 425 exemplaires de l'ouvrage sont retrouvés, en 1901, à Bruxelles par le bibliophile belge Léon Losseau. Paterne Berrichon a soutenu la thèse d'une destruction quasi complète des volumes, à part une demi douzaine d'exemplaires distribués par l'auteur. Cette légende s'est écroulée lors de la découverte, par Léon Losseau, du stock chez l'imprimeur. Des déclarations curieuses de Losseau, qui semblent orientées pour s'assurer comme il le dit « la possession légitime », il est impossible de définir si le stock avait été entièrement payé, ou pas.
Des exemplaires en sont conservés dans plusieurs bibliothèques (Bibliothèque nationale de France, Maison Losseau et par plusieurs collectionneurs, le livre étant difficile à trouver et fort onéreux). 
La plaquette fait 58 pages et les pages de texte sont foliotées de un à cinquante-trois.

### La Vogue, 1886
Une Saison en enfer est rééditée dans la revue La Vogue en 1886, ce qui lui permet de commencer à être lue.

### Éditions postérieures
- Paris, Imprimeur Pichon, 1914, 150 exemplaires numérotés non mis dans le commerce[13]
- Paris, Mercure de France, 1914[14]
- Paris, Mercure de France, 1919
- Paris, Mercure de France, 1941

### Postérité
Cent cinquante ans après cette publication, en 2023, sont publiées : une édition en fac-similé de l'édition originale retrouvée  en 1901, une publication dans la collection Poésie/Gallimard, une étude d'Alain Vaillant et une édition commentée par Alain Bardel avec les commentaires placés chaque fois en regard de la page originale.

## Adaptations
Léo Ferré a mis en musique et chanté l'intégralité du poème dans son album Une saison en enfer, paru en 1991.
Ulysse Di Gregorio met en scène ce texte de Rimbaud avec Jean-Quentin Chatelain, en 2017 au Théâtre du Lucernaire